# Ti101
Ti101 – parowóz bawarskiej serii C VI i G 3/4, produkowany w latach 1899–1909.

## Historia
Począwszy od 1897 roku monachijskie fabryki Krauss i Maffei produkowały dla Królewskich Państwowych Kolei Bawarskich serię parowozów o układzie osi 1'C, początkowo zaliczonych na kolei do serii C VI. Pierwsza partia 83 sztuk zbudowana została w latach 1899–1905 (Krauss, numery na kolei 1551–1633). 64 lokomotywy bawarskie zostały następnie przejęte przez koleje niemieckie DRG, gdzie otrzymały oznaczenie serii (Br) 5413 (numery od 54 1301 do 54 1364).
W latach 1906–1907 dla kolei bawarskich Krauss wyprodukował dalsze 37 lokomotyw, oznaczonych według nowszego systemu jako seria G 3/4 N (cyfry oznaczały liczbę osi napędnych i wszystkich osi). Otrzymały one na kolejach bawarskich numery 1634–1670. Po przejęciu 37 sztuk przez koleje niemieckie, zostały oznaczone jako seria 5414 (od 54 1401 do 54 1432).